# Oryzomys dimidiatus
Oryzomys dimidiatus, còn gọi là Oryzomys Nicaragua, Chuột gạo Thomas, hay Chuột gạo Nicaragua, là một loài gặm nhấm trong chi Oryzomys thuộc họ Cricetidae. Chúng được biết đến từ ba mẫu vật, tất cả được tìm thấy ở Đông Nam Nicaragua năm 1904. Chúng được phân loại thuộc chi Nectomys khi phát hiện, sau đó được phân loại thuộc phân chi riêng của chi Oryzomys và cuối cùng được công nhận là có họ hàng gần với những loài được phân loại Oryzomys, bao gồm chuột gạo đầm lầy và Oryzomys couesi, vốn tồn tại khắp các vùng lân cận.
Với đầu và thân dài 110 tới 128 mm (4.3 tới 5.0 in), Oryzomys dimidiatus là một loài chuột gạo có kích thước trung bình. Mặt trên của chúng có màu nâu xám và mặt dưới có màu xám, không phải màu da bò như loài O. couesi. Phần đuôi trên sậm màu hơn phần dưới. Tất cả ba mẫu vật được bắt gần khu vực có nước nên có thể chúng là loài bán thủy sinh, dành phần lớn thời gian sống dưới nước. Tình trạng bảo tồn của chúng hiện nay là "Ít quan tâm".